# Charf-Souani

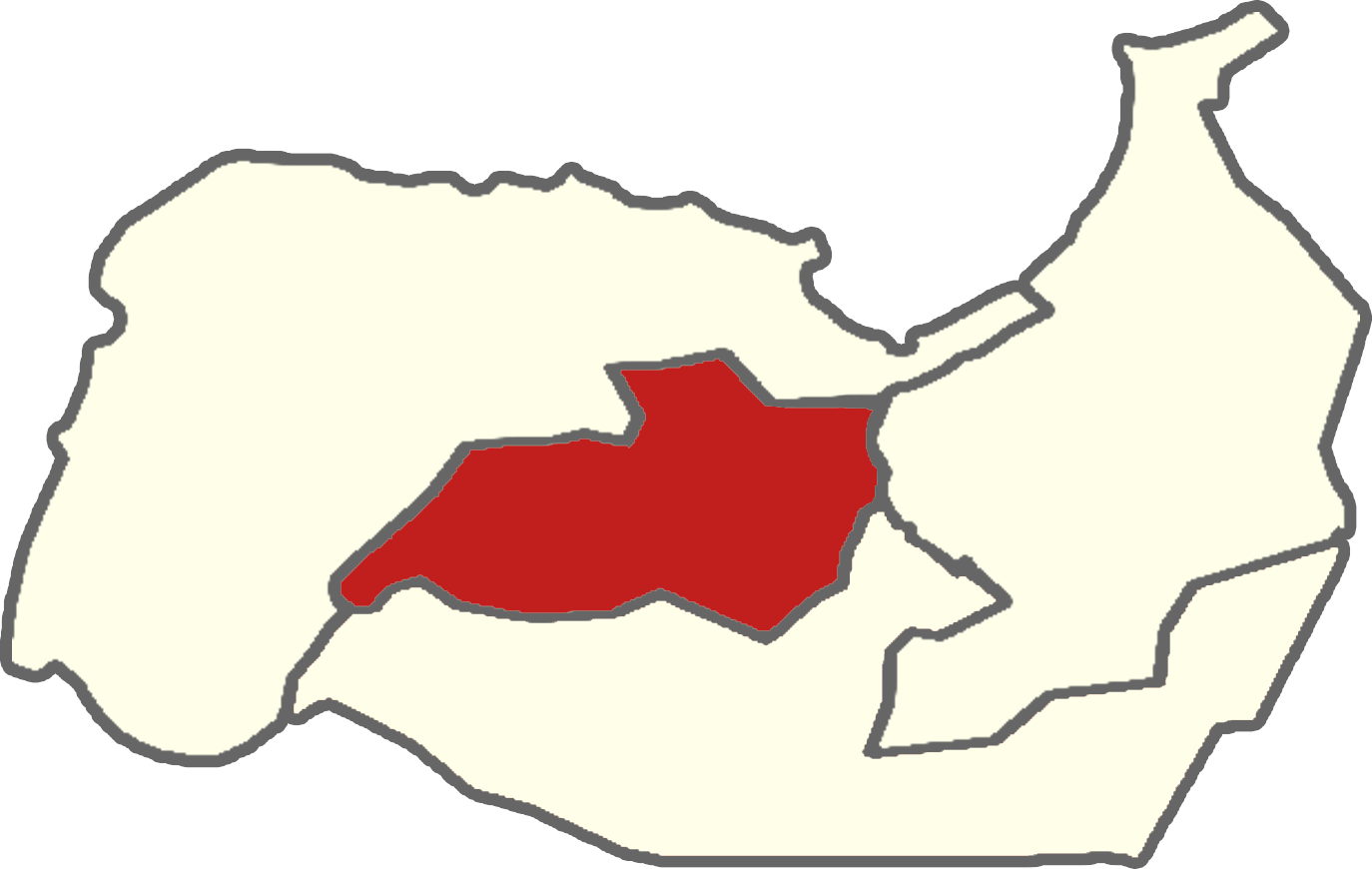

Charf-Souani est l'un des quatre arrondissements de la ville de Tanger, elle-même située au sein de la préfecture de Tanger-Assilah, dans la région de Tanger-Tétouan. 
Cet arrondissement a connu, de 1994 à 2004 (années des derniers recensements), une hausse de population, passant de 105 882 à 115 839 habitants.